# Pajares, Otoño
Pajares, Otoño (título original en francés: Meules de foin, automne) es una pintura de 1874 del artista francés Jean-François Millet. Realizada en óleo sobre lienzo, la obra representa un grupo de pajares en un campo francés. La pintura es una de una serie de cuatro pinturas, una para cada temporada, que Millet pintó por encargo para el industrial francés Frédéric Hartmann. La obra se encuentra en la colección del Museo Metropolitano de Arte, en Nueva York.